# (9548) Fortran
(9548) Fortran est un astéroïde de la ceinture principale.

## Description
(9548) Fortran est un astéroïde de la ceinture principale. Il fut découvert par le programme Spacewatch le 13 février 1985 à Kitt Peak. Il présente une orbite caractérisée par un demi-grand axe de 2,376 UA, une excentricité de 0,24 et une inclinaison de 9,65° par rapport à l'écliptique.
Il fut nommé en référence au langage de programmation symbolique FORTRAN.

## Compléments